# Merkuriusgatan

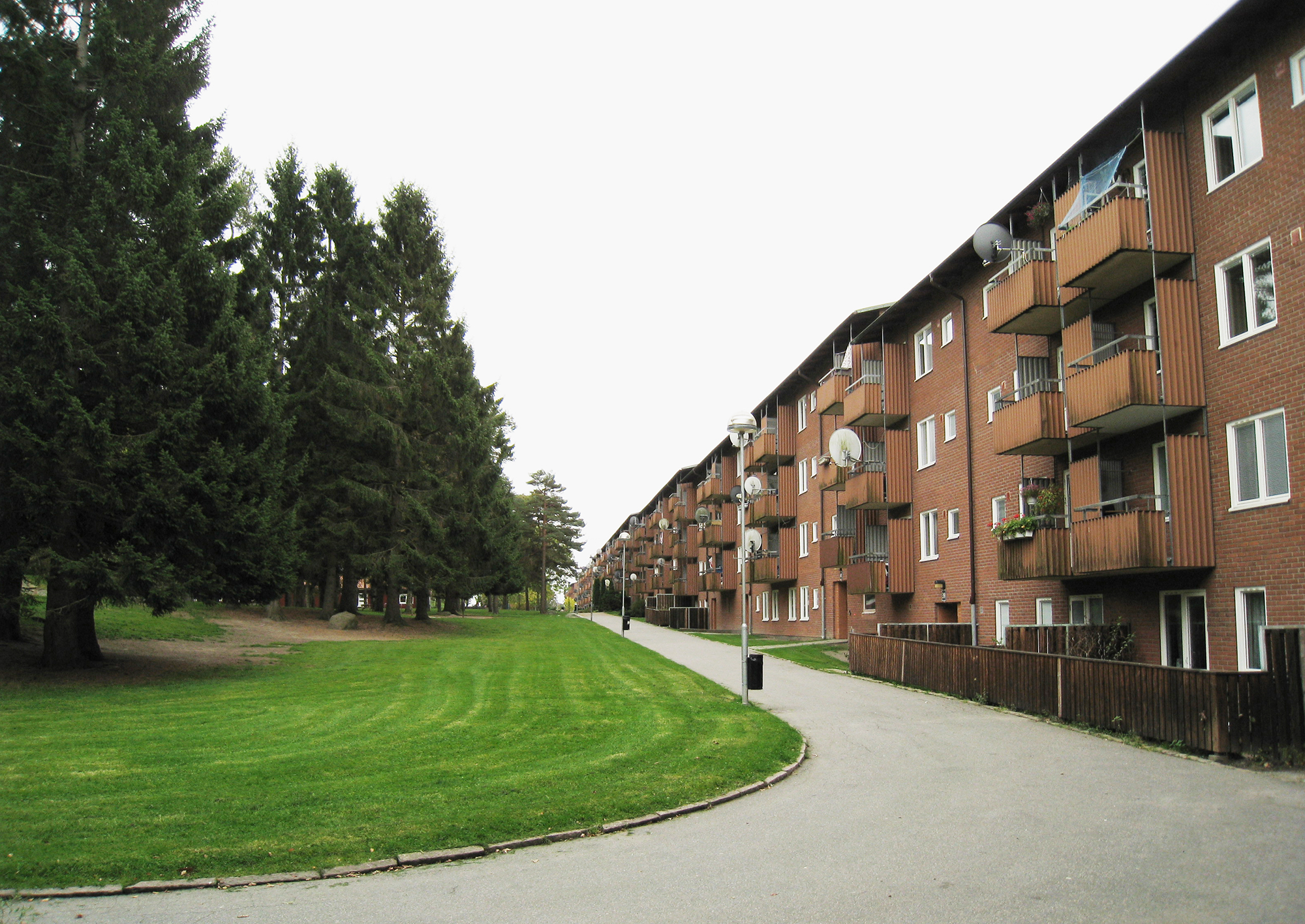
Merkuriusgatan.

Merkuriusgatan är ett bostadsområde i östra Bergsjön, Göteborg. Norr om Rymdtorget ligger en stor gräsbevuxen sluttning och norr därom ligger 3-vånings lamellhus med fasader i rött tegel, först med adress Tellusgatan och därefter med adress Merkuriusgatan. De uppfördes 1966 av Göteborgs stads bostadsaktiebolag efter ritningar av Hansson och Kiessling. Mellan husen finns ett stort naturparti med furor och berg i dagen. Fastighetsägare är Familjebostäder i Göteborg.
Busslinje 21 mot Eketrägatan via Lundbyleden har sin ändhållplats vid Merkuriusgatan och hållplatsen trafikeras även av linje 57. 

## Gatunamnet
Gatan fick sitt namn år 1965, som ett gruppnamn – rymd och universum.

## Galleri

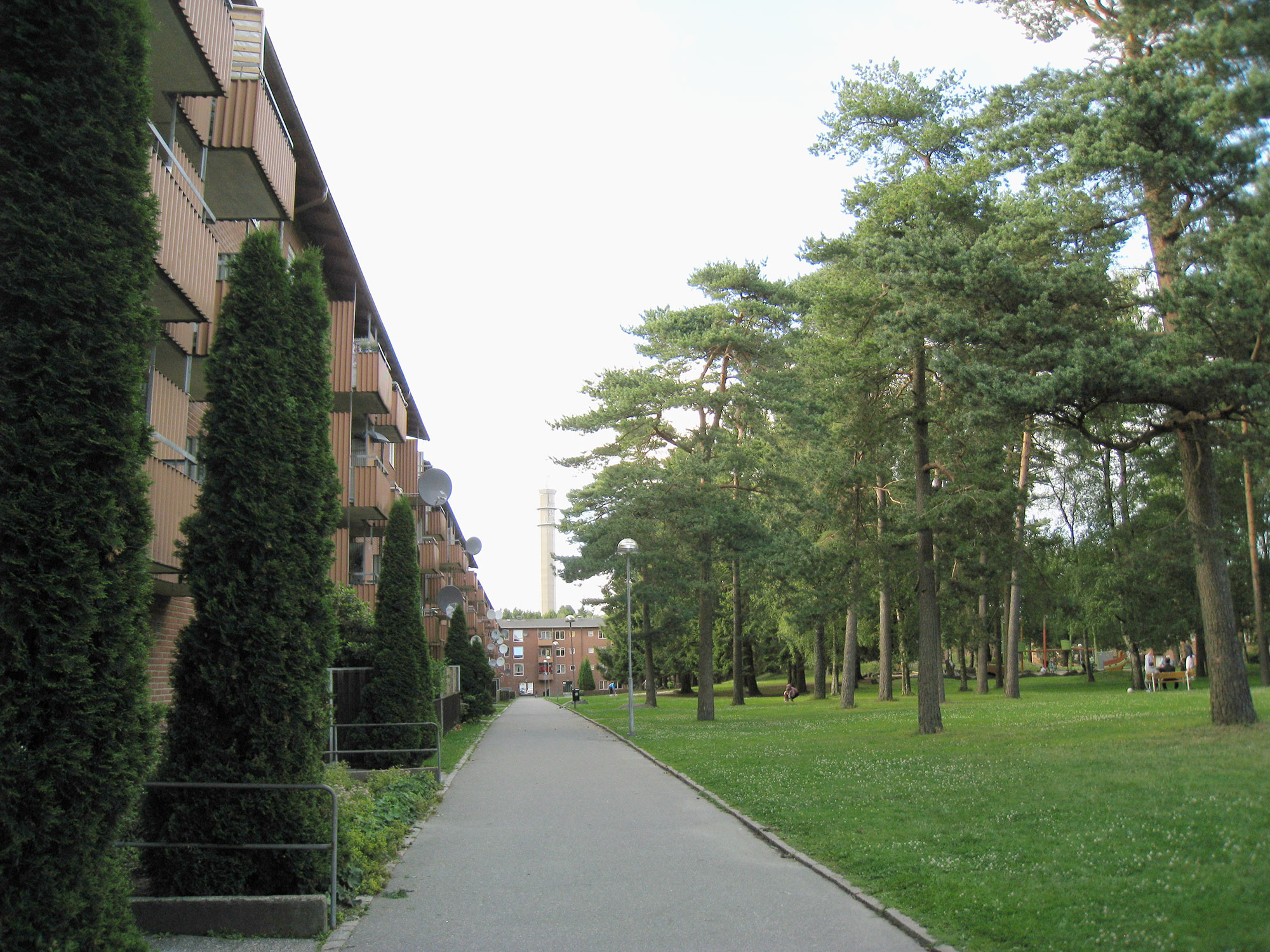
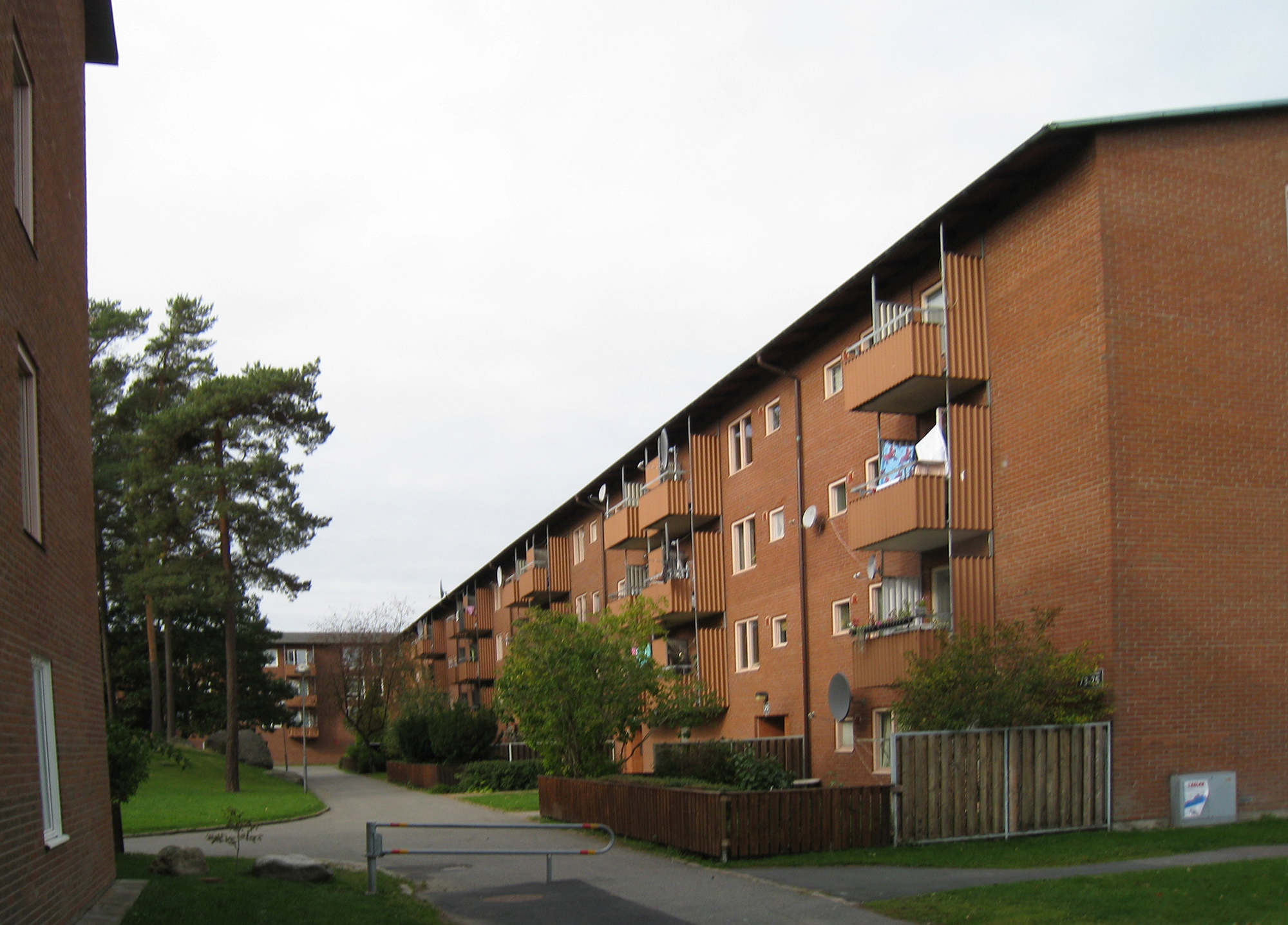
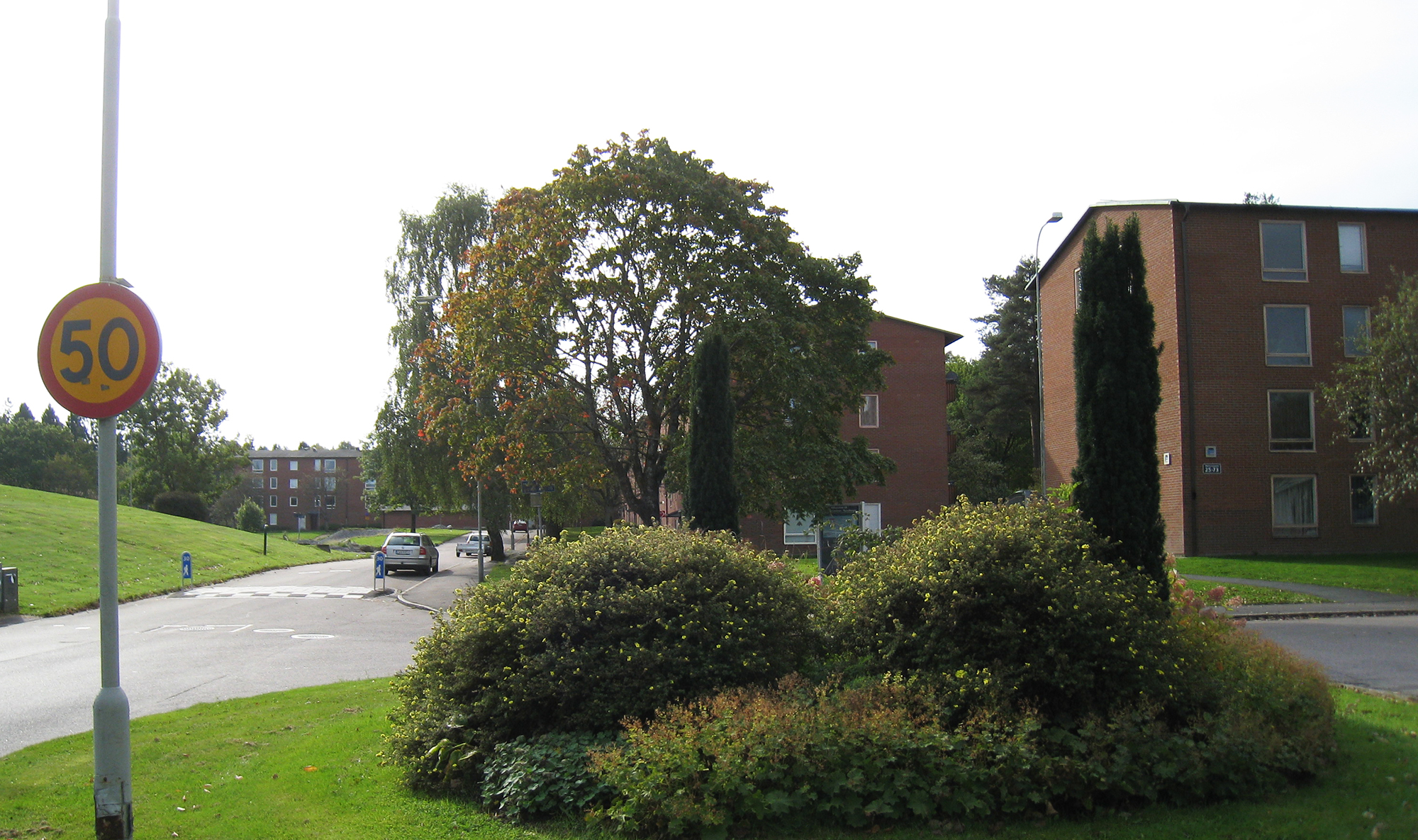
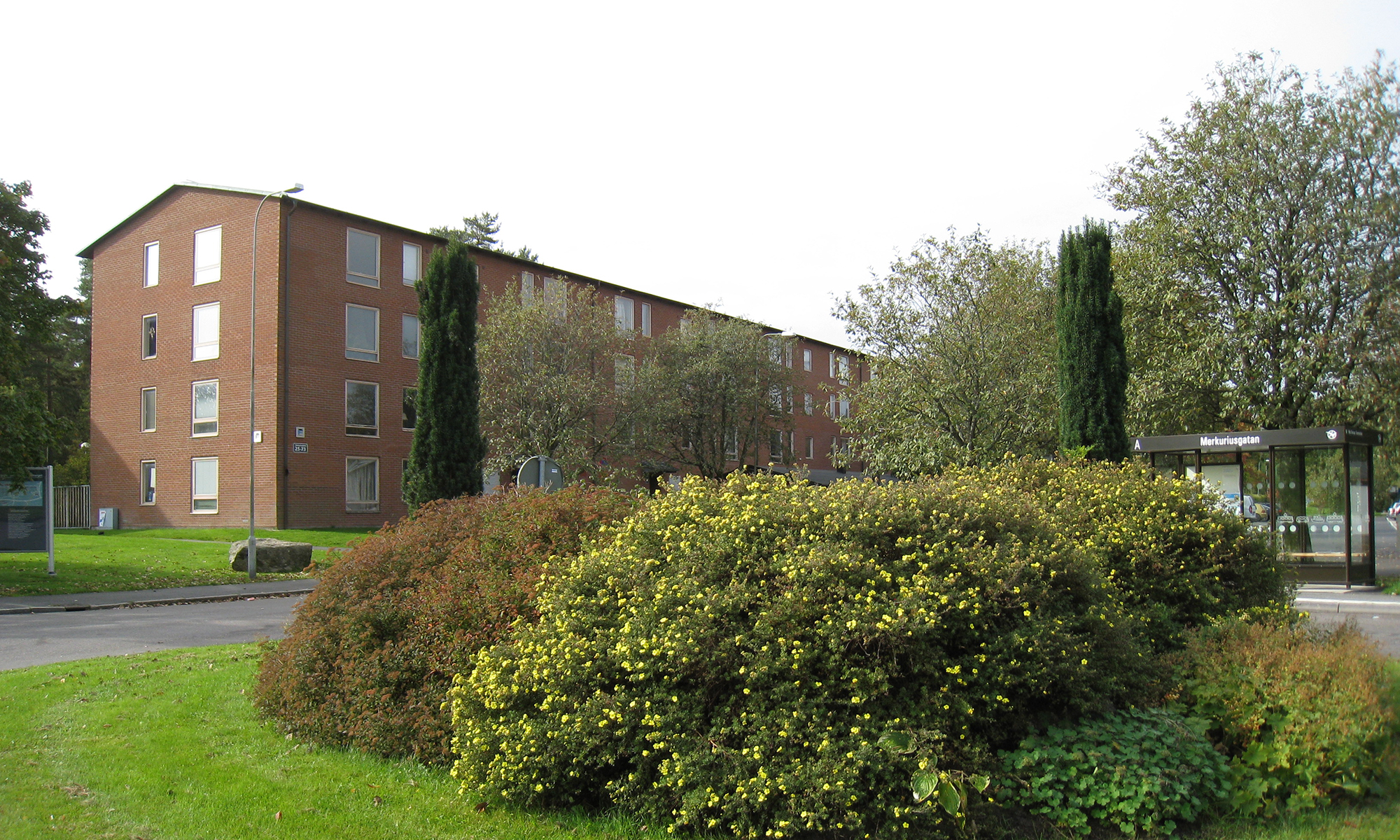